# Allerup Sogn
Allerup Sogn er et sogn i Hjallese Provsti (Fyens Stift).
I 1800-tallet var Davinde Sogn anneks til Allerup Sogn. Begge sogne hørte til Åsum Herred i Odense Amt. Allerup-Davinde sognekommune blev ved kommunalreformen i 1970 indlemmet i Odense Kommune.
I Allerup Sogn ligger Allerup Kirke.
I sognet findes følgende autoriserede stednavne:
- Allerup (bebyggelse, ejerlav)
- Allerup Klapper (bebyggelse)
- Allerup Knolde (bebyggelse)
- Allerup Stokkedal (bebyggelse)
- Allerup Torup (bebyggelse, ejerlav)
- Stakdelene (bebyggelse)
- Torup Kohave (bebyggelse)